# جو غينسبيرغ
جو غينسبيرغ (بالإنجليزية: Joe Ginsberg) هو لاعب كرة قاعدة أمريكي، ولد في 11 أكتوبر 1926 في نيويورك في الولايات المتحدة، وتوفي في 2 نوفمبر 2012 في بلدة ويست بلومفيلد في الولايات المتحدة.

## وصلات خارجية
- جو غينسبيرغ على موقعبيزبول رفرنس.كوم (الدوري الرئيسي) (الإنجليزية)
- جو غينسبيرغ على موقعبيزبول رفرنس.كوم (الدوري الثانوي) (الإنجليزية)
- جو غينسبيرغ على موقع جمعية أبحاث البيسبول الأمريكية (الإنجليزية)